# Lycorideae
Lycorideae, biljni tribus iz porodice zvanikovki, dio je potporodice Amaryllidoideae. Sastoji se od dva roda s ukupno tridesetak vrsta lukovičastih geofita rasprostranjenih po Aziji. 
Tribus je opisan 1996

## Rodovi
1. Lycoris Herb.
2. Ungernia Bunge